# طوماس وليمز (كردينال)
طوماس وليمز (بالإنجليزية: Thomas Stafford Williams)‏ هو كاهن كاثوليكي نيوزيلندي، ولد في 20 مارس 1930 في نيوزيلندا.